# Thomas Carew (Militär)
Sir Thomas Carew (* unsicher: 1368; † vor 27. Januar 1431) war ein englischer Militär.

## Herkunft und Jugend
Thomas Carew entstammte der Familie Carew. Er war ein Sohn von Sir Leonard Carew und damit ein Enkel von Sir John Carew. Seine Mutter war vermutlich Alice, eine Tochter von Sir Edmund Fitzalan. Sein Vater starb bereits 1369, so dass Thomas Carew als Erbe der umfangreichen Besitzungen seines Vaters in Wales, Südwestengland und Irland ein Mündel des Königs wurde. Die Verwaltung seiner Besitzungen übernahmen mehrere männliche Verwandte.

## Dienst in Irland und in Wales
1394 nahm Carew am ersten Feldzug von König Richard II. nach Irland teil. Während des Feldzugs wurde er zum Ritter geschlagen. Danach blieb er bis Herbst 1395 im Dienst von Roger Mortimer, 4. Earl of March in Irland. Anschließend wird Carew erst 1402 wieder erwähnt, als er während der Rebellion von Owain Glyndŵr in Wales im Oktober 1402 zum Verwalter von Narberth Castle ernannt wurde. Im Juni 1403 sollte er zusammen mit Thomas Percy, 1. Earl of Worcester Truppen in Pembrokeshire ausheben. Carew unterstützte aber nicht die folgende Rebellion von Worcester, sondern trennte sich von ihm und konnte am 12. Juli 1403 die walisischen Rebellen bei Laugharne schlagen. Im gleichen Jahr konnte er das von Owain Glyndŵr eroberte Newcastle Emlyn Castle zurückerobern. König Heinrich IV. belohnte ihn mit dem Jagdrecht in den königlichen Forsten sowie 1404 mit der lebenslangen Übertragung von Besitz bei St Clears. 1407 unterstützte Carew den Thronfolger Harry, Prince of Wales bei der vergeblichen ersten Belagerung von Aberystwyth Castle.

## Teilnahme am Krieg in Frankreich

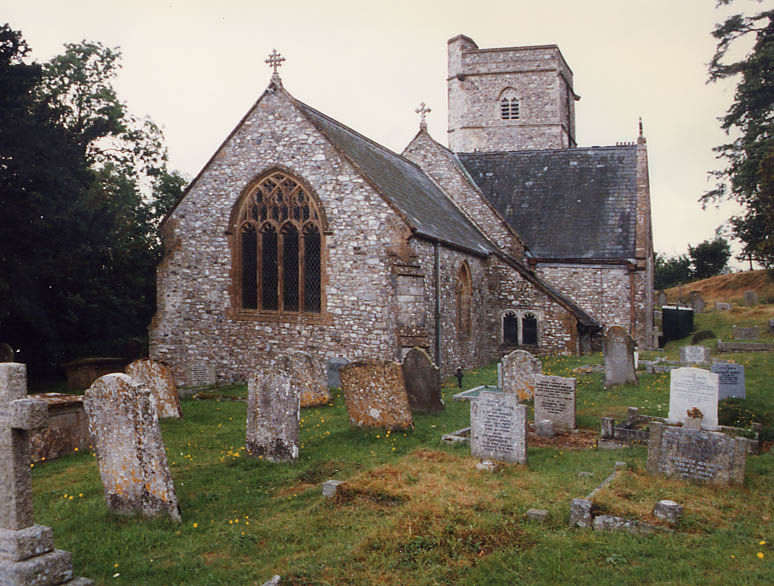
Die Kirche von Luppitt, in der Carew begraben werden wollte

Nach der Niederschlagung der Rebellion in Wales kehrte Carew auf seine Güter in Devon zurück, wo er verschiedene lokale Ämter übernahm. Unter anderem wurde er Friedensrichter, dazu sollte er die Piraterie im Ärmelkanal bekämpfen. Dabei soll er selbst zusammen mit John Hawley aus Dartmouth feindliche Schiffe aufgebracht haben, was hart an Piraterie grenzte. Als erfahrener Militär und Seefahrer wurde er am 18. Februar 1415 während der Abwesenheit von Admiral Thomas Beaufort, 1. Earl of Dorset beauftragt, die Überfahrt von König Heinrich V. mit seinem Heer nach Frankreich zu sichern. Carew nahm selbst an dem Feldzug, doch vermutlich nicht an der Schlacht von Azincourt teil, da er unter dem zum Duke of Exeter erhobenen Beaufort zur Garnison von Harfleur gehörte. Dort blieb er mindestens bis April 1416. Im Januar 1417 erhielt er vom König eine jährliche Pension von 100 Mark (£ 66, 13 Shilling, 4 Pence) aus den Einkünften des Duchy of Cornwall. Als der König 1417 erneut nach Frankreich übersetzen wollte, beauftragte er erneut Carew, die Überfahrt zu sichern. Dazu stellte Carew im März 1417 eine Flotte von zehn Schiffen, darunter sein eigenes Schiff Trinité sowie eine venezianische Karracke zusammen. Die Überfahrt verlief erfolgreich, und im September 1417 erhielt Carew in Saint-Vaast-la-Hougue Verstärkungen durch den Earl of March. Im Juni 1418 nahm Carew an der Belagerung von Louviers und zwischen August und Dezember 1418 an der Belagerung von Rouen teil. Vor Mai 1419 kommandierte er wieder eine englische Flotte, konnte aber nicht verhindern, dass eine kastilische Flotte schottische Truppen nach Frankreich brachte. Im Frühjahr 1420 sollte er erneut den Schiffsverkehr im Ärmelkanal überwachen, und im Herbst nahm er möglicherweise an der Belagerung von Melun teil. Von Februar bis September 1422 war er als englischer Gesandter in Portugal, wo er versuchte, militärische Unterstützung für den Krieg gegen Frankreich zu erhalten.

## Letzte Jahre und Tod
Nach dem Tod von Heinrich V. 1422 schied Carew offenbar aus dem aktiven Militärdienst aus. In Devon diente er wieder als Friedensrichter, hob Truppen aus und übernahm verschiedene andere Ämter. 1426 wurde ihm das Recht zugebilligt, Joan, eine Tochter von Sir Hugh Courtenay († vor 1426) zu verheiraten. Er verheiratete sie mit seinem Sohn Nicholas. Am 16. Juli 1429 machte Carew in Dartmouth sein Testament, in dem er mehrere Kirchen in Devon mit Schenkungen bedachte. Er starb Anfang 1431, er wollte in der Kirche von Luppitt bei Honiton begraben werden.
Obwohl Carew häufig mit dem Höflichkeitstitel Baron de Carew tituliert wurde, wurde er nie in ein Parlament berufen.

## Familie und Nachkommen
Vor 1394 hatte Carew Elizabeth Bonville († 1450/51), eine Tochter von Sir William Bonville († 1408) geheiratet. Mit ihr hatte er mindestens zwei Töchter und einen Sohn, der sein Erbe wurde:
- Sir Nicholas Carew († 1447/1449)